# جيريمي بروك
جيريمي بروك (بالإنجليزية: Jeremy Brock)‏ (و. 1959  م) هو ممثل، ومخرج أفلام، وكاتب سيناريو، وكاتب، ومنتج أفلام، وممثل تلفزي بريطاني، ولد في إقليم بروكسل العاصمة.

## التعليم
تعلم في جامعة برستل
.

## وصلات خارجية
- جيريمي بروك على موقع IMDb (الإنجليزية)
- جيريمي بروك على موقع ألو سيني (الفرنسية)
- جيريمي بروك على موقع أول موفي (الإنجليزية)
- جيريمي بروك على موقع بوكس أوفيس موجو (الإنجليزية)
- جيريمي بروك على موقع قاعدة بيانات الأفلام السويدية (السويدية)
- جيريمي بروك على موقع قاعدة بيانات الفيلم (الإنجليزية)
- جيريمي بروك على موقع كينوبويسك (الروسية)